# Château de Ferrassou
Le château de Ferrassou est situé sur la commune de Saint-Sylvestre-sur-Lot, dans le département de Lot-et-Garonne.

## Historique
Bien que ne reposant sur aucun document d'archive ou archéologique, l'hypothèse de sa fondation au XIVe siècle, sous la domination anglaise, est confortée par une récente analyse par thermoluminescence de briques en terre cuite prélevées dans un mur extérieur et dans la voûte de la grande salle basse du bâtiment principal.
Le nom de lieu de Ferrassou n'apparait pas avant 1461 et l'histoire des propriétaires n'est connue que depuis le XVe siècle avec Jean de Laduguie. L'« ostal e tor apelat de Ferrasso » est ensuite acheté en 1476 par Jean de Podio Extremo (de Pechextrême), issu d'une famille de bourgeois de Penne, apparenté par sa mère à la famille de Lustrac, procureur du roi.
Dans les années 1490, le château appartient à Antoine Ier de Lustrac, lequel en a fait hommage au roi Charles VIII en 1498. Le château actuel a probablement été remanié et la tour carrée avec son escalier à vis à noyau hélicoïdal et voûte en palmier de style gothique doit dater de cette époque.
La grosse tour ronde, à l'origine au toit conique, dont les pièces principales à chaque étage sont éclairées par trois fenêtres à meneaux de style Renaissance doit dater des années 1530-1540. Elle a dû être construite par Antoine II de Lustrac, peut-être à l'occasion du mariage de sa fille, Marguerite, avec le maréchal de Saint-André, en 1544. De même, les communs flanqués de deux tourelles ont vraisemblablement été construits dans la première moitié du XVIe siècle.
Dans la seconde moitié du XVIe siècle, Ferrassou a bénéficié de la prospérité de Marguerite de Lustrac (1527-1597), marquise de Fronsac, la "belle maréchale de Saint-André", dame d'honneur de la reine Catherine de Médicis et première dame d'honneur de la reine Marie Stuart. Devenue veuve en 1562 puis héritière des Lustrac à la mort de son frère, elle s'est retirée à Ferrassou vers 1565. Elle s'y est remariée en 1568 avec Geoffroy de Caumont, dont elle a eu une fille, Anne née en 1574 après l'assassinat de son père. Après bien des péripéties, Anne de Caumont (1574-1642) épousera François d'Orléans-Longueville, comte de Saint-Pol, en 1595 et deviendra duchesse de Fronsac. Dans les dernières années de la vie de Marguerite, la mère et la fille semblent s'être disputées la jouissance de Ferrassou, entre autres propriétés.
A la fin du XVIe siècle, le château comprenait, outre l'essentiel des bâtiments actuels avec la terrasse sur le Lot terminée par un pavillon qui subsiste, une galerie à portique au nord, qui fermait la cour avec une tour-porte et une chapelle, qui n'existent plus.
Le château a été cédé en 1608 à Pierre de Masparault, gentilhomme ayant servi Catherine de Bourbon, sœur unique du roi Henri IV. Ses descendants ont conservé la propriété jusqu' à la Révolution. Au XVIIe siècle, ils ont réaménagé la façade ouest et entretenu la chapelle. Moins fortunés que leurs prédécesseurs, ils n'ont pas été en mesure d'entretenir l'ensemble de la propriété, les toitures ont été délabrées et le troisième étage du corps de logis a été dérasé au cours du XVIIIe siècle.
Blaise de Lapeyrière (frère d'Augustin de Lapeyrière et beau-frère du maréchal Bessières), acquéreur du château en 1812, a entrepris une importante campagne de travaux, notamment de démolition de l'aile de galerie, d'ouverture de la cour et de plantation d'arbres, dont certains subsistent. Sur le corps de logis principal, cinq travées de fenêtres ont été régularisées sur la façade ouest qui a pris une allure néo-classique en effaçant les irrégularités "gothiques". L'intérieur a été décoré en style Empire et la date de 1820 inscrite sur la grille d'imposte de la porte d'entrée principale.
En 1868, son fils Léopold a vendu la propriété à divers acquéreurs, au nombre desquels Louis et Louis-Alban Charbalié, père et fils, propriétaires à Villeneuve-sur-Lot et successivement conseillers généraux du canton de Penne, chefs du secrétariat particulier des ministres Joseph Chaumié et Georges Leygues, qui ont acquis le château et certaines des terres qui l'entourent.
La famille Charbalié a achevé l’aménagement intérieur de la maison, agrandi les bâtiments d’exploitation et poursuivi les plantations du parc, donnant à Ferrassou sa physionomie actuelle. Leur héritier, Michel Virenque, préfet, a fait protéger le bâtiment principal au titre des monuments historiques en 1973 et rénover l'extérieur dans les années 1990.
Depuis 2019, le château et les terres agricoles qui l'entourent ont été acquis par une société civile dont le bénéficiaire effectif est Philippe Derouin, avocat à Paris. D'importants travaux de restauration intérieure ont été entrepris sous la maîtrise d’œuvre de Stéphane Thouin, architecte en chef des monuments historiques.

## Architecture
La partie la plus ancienne du bâtiment principal est une salle basse d'environ 25 mètres de longueur pour une largeur de 6 mètres, orientée perpendiculairement au Lot et partiellement enterrée sur le côté Ouest. Sa voûte en berceau est entièrement construite en brique plate, y compris les sept arcs-doubleaux qui la renforcent. Une arcade couverte en plein cintre de pierre de taille dans le côté Ouest ouvre sur un ancien volume souterrain, largement refermé.
Le logis médiéval bâti sur la salle voûtée comporte rez-de-chaussée et un étage. A chaque niveau, il est divisé en trois pièces par deux murs de refend à cheminées, supportés en sous-sol par deux des arcs-doubleaux plus épais que les autres. Des parties de fenêtres moyenâgeuses sculptées à décor d'accolades ont été mises à jour au rez-de-chaussée et au premier étage de l'ancien mur de façade Ouest.
La tour carrée (classée) construite alors en saillie sur la façade Ouest abrite un magnifique escalier à vis en pierre, à noyau torsadé et voûte en palmier dont les huit nervures retombent sur autant de culs-de-lampe de style gothique. Au sommet de cette tour, une chambre haute carrée voutée d'une croisée d'ogives, à laquelle on accède par un escalier dans l'épaisseur du mur Est de la tour.
Devant la façade Ouest, une terrasse surplombe le Lot.
La grosse tour ronde (également classée) d'un diamètre extérieur de 11,50 mètres est située à l'angle Nord-est du logis médiéval, avec lequel elle communique à chaque niveau. Les pièces principales à chaque étage sont carrées et éclairées par trois fenêtres à meneaux de style Renaissance.
Situés à une trentaine de mètres au Nord de la tour ronde, les communs sont essentiellement composés d'un long corps d'écuries voûté en berceau surmonté d'un grenier. Le bâtiment d'environ 45 mètres de long est flanqué de deux tourelles, respectivement à l'Est et à l'Ouest. Les portes et lucarnes en pierre de taille chanfreinées donnent à penser que ces communs ont vraisemblablement été construits dans la première moitié du XVIe siècle.

## Protection
La grosse tour ronde et la tour carrée sont classées monuments historiques tandis que les autres parties anciennes sont inscrites, les deux protections datant du 11 avril 1973,.